# Marcos Paz (partido)
Pour les articles homonymes, voir Marcos Paz.
Marcos Paz est un partido de la province de Buenos Aires fondée en 1878 dont la capitale est Marcos Paz.